# Église Saint-Étienne de Gabriac
Pour les articles homonymes, voir Église Saint-Étienne et Saint-Étienne (homonymie).
L'église Saint-Étienne de Gabriac est une église romane située à Rouet dans le département français de l'Hérault en région Languedoc-Roussillon.

## Localisation
L'église se dresse, solitaire, au cimetière situé au nord du hameau de Gabriac, sur le territoire de la commune de Rouet, à quelques kilomètres à l'est de Saint-Martin-de-Londres.

## Historique
L'église fut construite au XIIe siècle par les moines de l'abbaye de Maguelone.
Elle ne fait l'objet ni d'une inscription ni d'un classement au titre des monuments historiques.